# 대구교육박물관
대구교육박물관은 대구광역시 북구에 있는 공립 박물관이다.

## 연혁
- 2018년 6월 15일 개관